# Лени (филм)
„Лени“ (на английски: Lenny) е американски филм драма от 1974 година с режисьор Боб Фоси с участието на Дъстин Хофман.

## Сюжет
Историята на критичния комик Лени Брус, чийто безкомпромисен стил и коментари често се считат както твърде неприлични за обществеността.

## В ролите
| Актьор        | Роля         |
| ------------- | ------------ |
| Дъстин Хофман | Лени Брус    |
| Валери Перин  | Хъни Брус    |
| Жен Майнер    | Сали Мар     |
| Стенли Бек    | Арти Силвър  |
| Рашел Новикоф | Леля Мема    |
| Гари Мортън   | Шърман Харт  |
| Ги Рение      | Джак Голдман |

## Награди и номинации
- 1975 - 6 номинации за Оскар
- 1976 - Награда БАФТА за най-добър дебют на (Валери Перин)
- 1975 - Кан — приз за най-добъра женска роля (Валери Перин)
- 1975 - 2 номинации за Златен глобус
- 1974 - Национален съвет на кинокритиците в САЩ - приз за най-добъра второстепенна женска роля (Валери Перин)